# Tribunal canguro

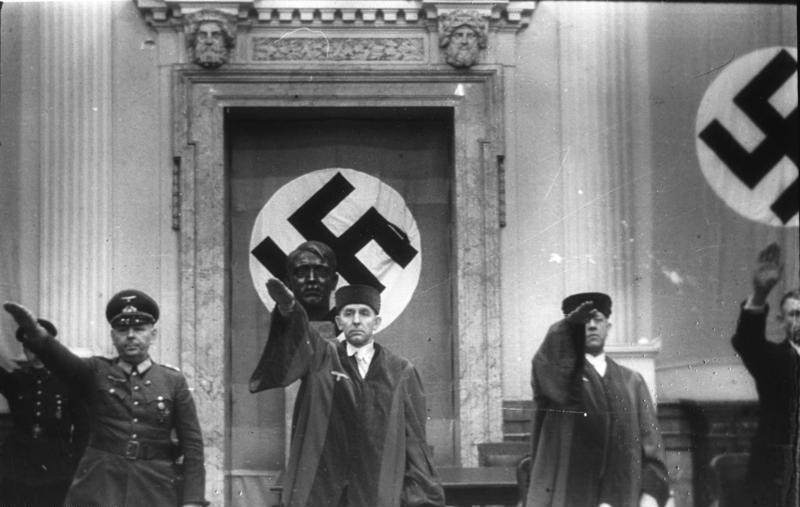
Una sesión del Volksgerichtshof en la Alemania nazi, un tribunal canguro que organizaba farsas judiciales a los enemigos políticos del régimen.

Un tribunal canguro, expresión procedente del inglés kangaroo court, es un término peyorativo utilizado de forma informal para designar un tribunal que ignora las normas reconocidas de derecho o justicia, tiene poca o ninguna reputación oficial en el territorio en el que reside y normalmente se convoca ad hoc. Un tribunal canguro puede ignorar el proceso a seguir durante un juicio y dar un veredicto predeterminado desde mucho antes de que tome lugar. El término también se utiliza para un tribunal dirigido por una autoridad judicial legítima, pero que intencionalmente ignora las obligaciones legales o éticas del tribunal, similar a la farsa judicial.

## Etimología
Se sabe que el término ya se empezó a utilizar en Estados Unidos en 1841: en un artículo de The Daily Picayune de Nueva Orleans, cita al Concordia Intelligencer informando sobre varios linchamientos "por diversos cargos presentados por el Tribunal Canguro". No está documentado que el término haya sido utilizado en Australia, tierra natal del canguro, ni en ningún otro lugar antes de esa fecha.
Algunas fuentes sugieren que el término pudo haberse popularizado durante la fiebre del oro de California de 1849, a la que acudieron miles de australianos. Debido al aumento de la presencia de mineros australianos, pudo haber surgido como una descripción de los procedimientos apresurados llevados a cabo para tratar la cuestión de los mineros que se saltaban los reclamos de tierras para la explotación minera.
Se ha especulado sobre la posible explicación detrás del término. La más extendida es que podría deberse a la noción de que la justicia procede a "dar saltos" como un canguro; en otras palabras, al "saltar" ignora intencionalmente pruebas que favorecerían al acusado. Una sugerencia alternativa es que, como estos tribunales a menudo se convocan rápidamente para tratar una cuestión inmediata, se les llama tribunales canguro porque han "surgido" de la nada, como un canguro. Otra posibilidad es que la frase pueda referirse a la bolsa de un canguro, lo que significa que la corte está en el "bolsillo" de alguien.
El columnista y etimólogo Philologos sugiere que el término aparece porque "un lugar llamado Canguro sonaba cómico para sus oyentes, del mismo modo que nombres de lugares como Kalamazoo, Booger Hole y Okeefenokee Swamp nos resultan graciosos".

## Ejemplos históricos
Algunos ejemplos de procedimientos cuasi-judiciales que podrían describirse como tribunales canguro son:
- Los Juicios de Moscú, una serie de farsas judiciales celebradas por la Unión Soviética entre los años 1936 y 1938 contra destacados líderes de los bolcheviques soviéticos como Grigori Zinóviev, Lev Kámenev, Nikolái Bujarin, Alekséi Rýkov, Karl Radek, Gueorgui Piatakov, etc., predefinido por Iósif Stalin y especificado por decreto del Politburó del PCUS.
- El Volksgerichtshof (Tribunal Popular) de la Alemania nazi, que condenó a personas sospechosas de estar involucradas en el fallido complot para asesinar a Hitler el 20 de julio de 1944.[1]
- En 1835, un llamado "comité de vigilancia" en Nashville, Tennessee, llevó a cabo un juicio irregular y sin sentido legal mediante el cual condenaron al ministro abolicionista estadounidense Amos Dresser por distribución de publicaciones contra la esclavitud; afirmó repetidamente su inocencia. Le azotaron públicamente con 20 latigazos, tras lo cual abandonó Tennessee tan pronto como pudo hacerlo de forma segura.[15]
- En agosto de 1979, el Tribunal Revolucionario del Pueblo de Camboya juzgó a Pol Pot y a su hermano Ieng San. Después de un largo juicio que duró cinco días, ambos fueron condenados a muerte in absentia el 19 de agosto de 1979.[16] Pruebas concluyentes demostraron que los veredictos y los documentos de sentencia se habían preparado antes del juicio.[17] Basándose en estas pruebas, la Organización de las Naciones Unidas procedió a deslegitimar al tribunal, afirmando que no cumplía con los estándares del derecho internacional.[16]
- Durante la Revolución rumana de 1989, el presidente y secretario general del Partido Comunista, Nicolae Ceaușescu y su esposa Elena Ceaușescu fueron condenados a muerte en un juicio compuesto por miembros del ejército: dos jueces militares, dos coroneles y otros tres oficiales de menor rango. El fiscal fue Dan Voinea; dos abogados representaron a los acusados. Todos los miembros del tribunal canguro formaban parte del Ejército Popular Rumano, que recientemente se había pasado al lado de los revolucionarios.
- En julio de 1987, cinco personas, entre ellas Anatoli Diátlov, Víktor Briujánov y Nikolái Fomín, todas implicadas en el desastre nuclear de Chernóbil de 1986, fueron juzgadas en lo que fue ampliamente reconocido como un tribunal canguro con veredictos ya predeterminados.[18] A pesar de la fuerte evidencia de que graves fallas de diseño en el reactor nuclear soviético RBMK fueron en gran parte culpables del accidente, todos los acusados fueron sentenciados a trabajos forzados en campos de trabajo soviéticos.